# Bombes au kilomètre 92
 (août 2019).
Si vous disposez d'ouvrages ou d'articles de référence ou si vous connaissez des sites web de qualité traitant du thème abordé ici, merci de compléter l'article en donnant les références utiles à sa vérifiabilité et en les liant à la section « Notes et références ».
Bombes au kilomètre 92 est l'épisode pilote de la série Alerte Cobra. Sa première diffusion a lieu le 12 mars 1996 sur RTL.

## Résumé
Une bombe explose sur un talus d'autoroute et blesse gravement deux ouvriers, travaillant sur un chantier situé à proximité. Les inspecteurs Frank Nolte et Hugo Fischer sont chargés d'enquêter. Immédiatement, les soupçons s'orientent vers Richie Weber, qui avait récemment menacé de faire exploser des bombes le long de l'autoroute. Peu de temps après, un vol a lieu. Les biens volés sont retrouvés un peu plus tard avec une cassette et une figurine en étain près de l’autoroute. Sur la cassette, un certain Rascar Capac est identifié comme étant l'auteur de l'attentat à la bombe. Il réclame 1 million de Deutsche Marks en espèces et 1 kilo d'or. Les inspecteurs découvrent, chez le brocanteur, que Rascar Capac est un personnage de la bande dessinée Les Aventures de Tintin. La première remise de la rançon est cependant un échec. Un jeu du chat et de la souris commence alors avec le maître chanteur. Celui-ci envoie d'abord Frank dans une piscine, mais quand Hugo se présente aussi, Rascar Capac envoie le premier inspecteur dans un musée. Là-bas, la remise de la rançon échoue encore, car un gardien vole le sac avec l'argent qu'il contient. Après cet épisode, le policier Marcus Bodmar est gravement blessé par une attaque de Rascar Capac, qui met en garde les inspecteurs contre de nouvelles attaques. Dans le même temps, le commissaire Katharina Lambert doit se battre contre les attaques de la presse envers la brigade. L'affaire prend une tournure inattendue lorsque la police découvre que l'explosif utilisé par Rascar Capac avait déjà été utilisé par le terroriste Khalid Masharid.    
Celui-ci est cependant emprisonné. Même lorsqu'ils parlent au terroriste, les inspecteurs ne s'entendent pas. Marcus Bodmar, qui a lu toutes les bandes dessinées de Tintin au cours de sa convalescence à l'hôpital, découvre ensuite les explosifs que Khalid avait utilisé, abandonnés sur une aire d'autoroute. Quand les inspecteurs disent au terroriste qu'ils ont trouvé les explosifs, ils découvrent également que Steve Kröger, un ancien détenu à qui Khalid a révélé l'emplacement de ses explosifs, se cache derrière le pseudonyme Rascar Capac. Une dernière remise de rançon a lieu, au cours de laquelle Kröger envoie Frank dans toute la ville, puis dans un hôtel, où l’argent peut passer à travers un puits de blanchisserie. Une fois l'argent remis, Kröger est suivi par Hugo et Anja Heckendorn, nouvelle recrue dans l’équipe en remplacement de Bodmar. Une poursuite s'engage, au cours de laquelle Frank saute sur le toit de la voiture de Kröger. Finalement, Kröger percute un train de marchandises et se blesse. Les deux inspecteurs n'ont aucun mal à l'arrêter, mais il promet de revenir.

## Récompenses
Le coordinateur des cascades de la série, Hermann Joha, a reçu le Lion d'or de la série en 1996.

## Audiences
Lors de sa première diffusion sur RTL,  le 12 mars 1996, le pilote rassemble 10 060 000 téléspectateurs, constituant un succès d'audience pour la chaîne.